# 紅軍海峽

深綠色是共青團員島，該島南面的海峽是紅軍海峽

紅軍海峽是位於俄羅斯北地群島的共青團員島與十月革命島之間的海峽，約18公里寬，西面是喀拉海，東面是拉普捷夫海。